# Burns (Wyoming)
Burns város az USA Wyoming állam Laramie megyéjében. Lakosainak száma 356 fő (2020. április 1.).

## Népesség
A település népességének változása:

| 2010 | 301 |
| 2020 | 356 |